# 伊七型潜水艦
伊七型潜水艦（いなながたせんすいかん）は、大日本帝国海軍の潜水艦の艦級。巡潜3型（じゅんせんさんがた）とも。伊号第七潜水艦と伊号第八潜水艦の二隻が建造された。共に太平洋戦争開戦時には就役していたが、戦争中に共にアメリカ海軍の駆逐艦に撃沈された。搭載した偵察機による偵察や輸送活動に従事した。特に伊号第八潜水艦は戦時中にドイツと日本を往復に成功した唯一の潜水艦である。

## 建造
1934年（昭和9年）の②計画で2隻建造された巡潜型潜水艦。先型の伊6（巡潜2型）の改良型であるが潜水戦隊旗艦とするため居住区拡大、司令官室の装備、通信能力の強化などがなされた。このため計画乗員は100名にもなり、艦は更に大型化し基準排水量で2,000トンを超えた。また船型もドイツのコピーから脱却しオリジナルの船型となった。
兵装は伊6で装備した高角砲をとりやめ14cm砲2門としているが、日本の潜水艦では珍しい連装砲を装備した。機銃は13mm連装1基（もしくは2基）に強化されている。魚雷発射管は艦尾の装備をやめて艦首に6門装備、航空兵装は先の伊5、伊6と同様に後甲板に格納筒2基、射出機1機を装備し、水上機1機が搭載可能となっている。

## 戦歴
詳細は各艦のそれぞれの項目を参照のこと。
開戦時、両艦ともハワイ作戦に参加。伊7はその後、インド洋、アリューシャン、ソロモン、再びアリューシャンと転戦し1943年（昭和18年）キスカ島へ輸送作戦中に戦没。伊8は北米西岸、ソロモンと転戦し1943年（昭和18年）にドイツ派遣。帰国後はインド洋での通商破壊戦に従事。1945年（昭和20年）に入り南西諸島方面へ出撃したが沖縄沖で戦没した。

### 潜水隊
両艦とも潜水隊に編入されずに潜水戦隊に所属した。伊7は竣工と同時に第一艦隊第1潜水戦隊に編入。その後第4潜水戦隊を経て第六艦隊第2潜水戦隊旗艦となり、開戦を迎えた。その後、第六艦隊付属を経て第六艦隊第7潜水隊に編入された。
伊8は竣工と同時に第二艦隊第2潜水戦隊に編入。その後横須賀鎮守府部隊を経て第六艦隊第3潜水戦隊に編入され、同戦隊旗艦として開戦を迎えた。その後連合艦隊第5潜水戦隊、南西方面艦隊付属、第六艦隊付属を経て第8潜水戦隊第14潜水隊に編入されたものの、一ヶ月余りで第8潜水戦隊付属となる。1944年11月5日に第六艦隊付属となった後戦没した。

## 同型艦
- 伊号第七潜水艦
- 伊号第八潜水艦